# John Guy Porter
John Guy Porter (Battersea, 5 novembre 1900 – Hailsham, 13 settembre 1981) è stato un astronomo britannico.
John Guy Porter è stato un astronomo a suo tempo molto conosciuto per la sua attività di divulgazione dell'Astronomia. È stato membro dell'Unione astronomica internazionale , membro della British Astronomical Association  dal 1932 divenendone Presidente nel 1948-1950 .

## Studi
Si è laureato in chimica nel 1922 presso la London University . Ha ricevuto il Ph. D. in Astronomia nel 1949 .

## Attività
Dopo aver lavorato nella chimica industriale si occupò di insegnamento della Matematica e della Chimica. In seguito cominciò a lavorate presso l'Osservatorio di Greenwich .
L'attività per cui è ricordato è più noto è stata quello di divulgatore dell'Astronomia, in tale ambito sono da ricordare il programma radio della BBC The Night Sky (da non confondere con l'omonima seria televisiva sempre della BBC)  e i libri come Comets and meteor streams e Aberration in the Lunar Ephemeris, la serie dei Yearbook of Astronomy e i numerosi articoli articoli scritti su Monthly Notices of the Royal Astronomical Society.

## Principali campi di interesse astronomico
Nel campo dell'Astronomia Porter si è occupato in particolare del calcolo delle orbite delle comete  e di meteore .

## Riconoscimenti
- Nel 1965 gli è stato assegnato il Walter Goodacre Award[7].
- Nel 1968 gli è stata assegnata la Medaglia Jackson-Gwilt [8].